# Hippolyte Cocheris
Hippolyte François Jules Marie Cocheris, född den 1 december 1829 i Paris, död den 14 april 1882 i Sainte-Geneviève-des-Bois (Essonne), var en fransk biblioteksman.
Cocheris var konservator vid Bibliothèque Mazarine. Han utgav La vieille ou les dernières amours d'Ovide av Richard de Fournival (1861).